# 瑟爾山

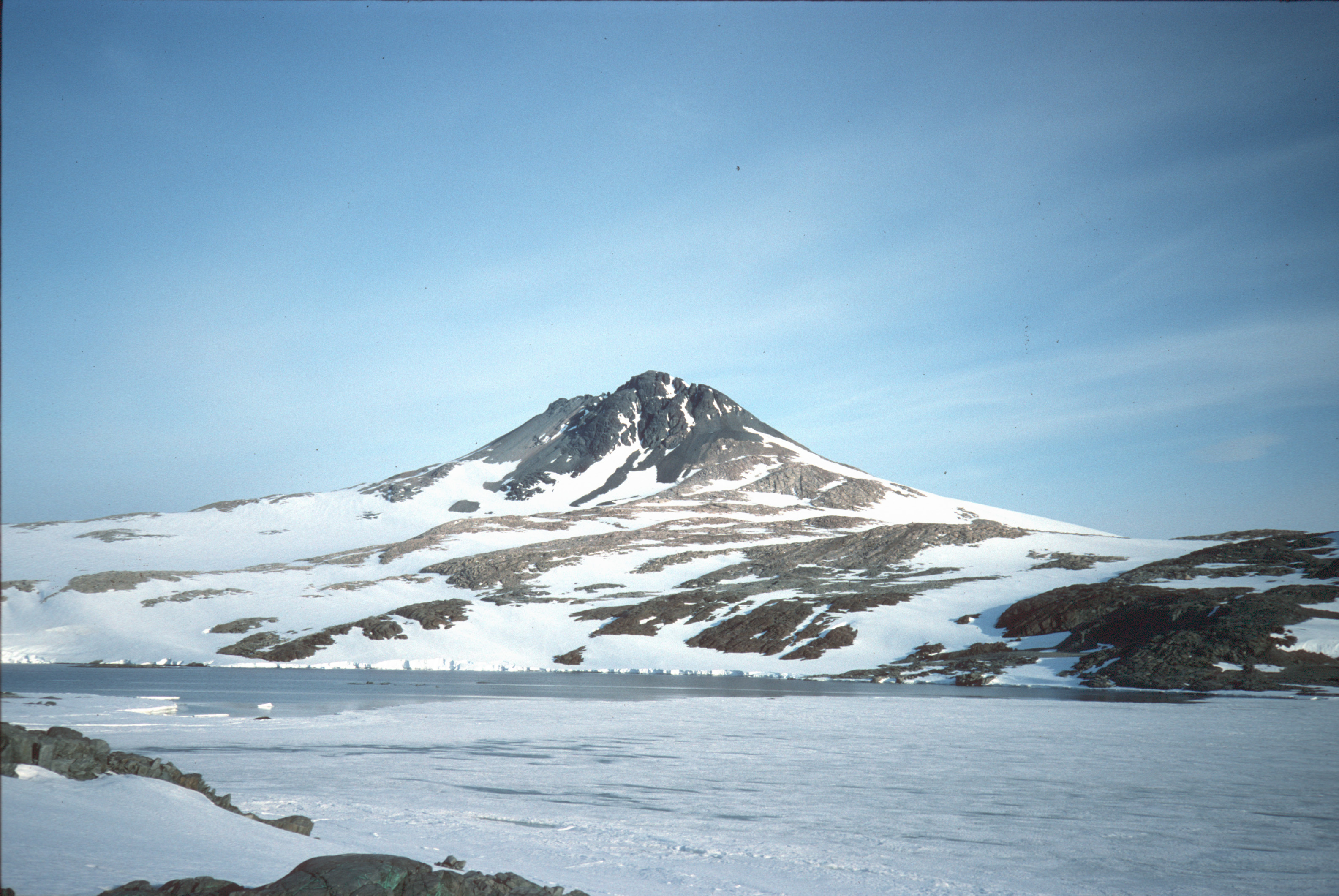

瑟爾山（英語：Mount Searle），是南極洲的山峰，位於葛拉漢地西岸的法利埃海岸，處於薩利灣和高爾灣之間的馬蹄島，現時由南極條約體系管理。